# Wolfgang Böhm (Agrarwissenschaftler)
Wolfgang Böhm (* 19. Juli 1936 in Brünlos; † 30. September 2022 in Göttingen) war ein deutscher Agrarwissenschaftler.
Als Hochschullehrer für Pflanzenbau an der Georg-August-Universität Göttingen trat er vor allem mit Arbeiten zur Wurzelökologie und zur Wissenschaftsgeschichte seines Fachgebietes hervor. Daneben hat er Anthologien bekannter Dichter herausgegeben und auch eigene Gedichte veröffentlicht.

## Leben und Wirken
Wolfgang Böhm, Sohn eines erzgebirgischen Gemeindebeamten, erwarb 1953 an der Städtischen Knabenmittelschule Hannover die Mittlere Reife, absolvierte anschließend eine Lehre als Chemielaborant und arbeitete dann in einem Forschungslabor eines Chemie-Unternehmens in Seelze. Nach dem Erwerb der Hochschulreife begann er 1965 ein breit angelegtes Studium der Naturwissenschaften an der Georg-August-Universität Göttingen mit dem Hauptfach Geographie. 1969 bestand er die Staatsexamensprüfung mit einer schriftlichen Arbeit über das Lebenswerk des Göttinger Geographen Hermann Wagner.
1970 begann Böhm ein Zweitstudium an der Landwirtschaftlichen Fakultät der Universität Göttingen. 1971 erhielt er eine Anstellung als wissenschaftlicher Mitarbeiter am Institut für Pflanzenbau und Pflanzenzüchtung. Unter der Ägide von Kord Baeumer promovierte er dort 1973 mit einer Arbeit über Probleme der Phosphatdüngung und des Wurzelwachstums bei Getreide. Die Wurzelökologie, vor allem jedoch die Untersuchungsmethoden des Wurzelwachstums landwirtschaftlicher Kulturpflanzen, standen in den folgenden Jahren im Mittelpunkt seiner Forschungstätigkeit in Göttingen. 1975, anlässlich eines Forschungsaufenthaltes an der Iowa State University in Ames (USA), entwickelte er den Plan, ein disziplinübergreifendes Methoden-Handbuch für Wurzeluntersuchungen zu erarbeiten. Dieses Vorhaben hat er innerhalb von vier Jahren umgesetzt: sein 1979 erstmals erschienenes Werk Methods of Studying Root Systems galt zwei jahrzehntelang als das maßgebende internationale Standardwerk auf dem Gebiet der Wurzelökologie.
Böhm, der 1980 habilitierte und 1985 zum außerplanmäßigen Professor ernannt wurde, war bis 1997 am Göttinger Lehrstuhl für Pflanzenbau tätig. Während der letzten fünfzehn Jahre seiner universitären Dienstzeit beschäftigte er sich überwiegend mit Fragen zur Wissenschaftsgeschichte des Pflanzenbaus. Die meisten Forschungsergebnisse hat er in der Zeitschrift für Acker- und Pflanzenbau, in Berichte über Landwirtschaft und in der Zeitschrift für Agrargeschichte und Agrarsoziologie veröffentlicht. Von den Buchveröffentlichungen gehört sein Biographisches Handbuch zur Geschichte des Pflanzenbaus (1997) inzwischen zu den wichtigsten Werken auf dem Gebiet der Agrarbiographik. Böhm engagierte sich seit 1980 stark in der Gesellschaft für Pflanzenbauwissenschaften. Von 1991 bis 2005 leitete er den „Arbeitskreis für Wissenschaftsgeschichte des Pflanzenbaus“ dieser Fachgesellschaft. Unter dem Namen „Wolf von Sigmondy“ stellte er eine große Anzahl Biographien von Agrikulturchemikern und Pflanzenbauern in Wikipedia ein.
Als Freund klassischer Dichtkunst hat Böhm Lyrik-Anthologien herausgegeben, u. a. bibliophil gestaltete Bände mit Gedichten von Eduard Mörike, Joseph von Eichendorff und Johann Wolfgang von Goethe. Außerdem veröffentlichte er eigene humorvolle Verse über die gar so menschlichen Verhaltensweisen der kleinen und großen Akteure im akademischen Lehr- und Forschungsbetrieb.

## Publikationen (Auswahl)
- Untersuchungen zur Phosphatdüngung und zum Wurzelwachstum von Getreide im Ackerbausystem ohne Bodenbearbeitung. Diss. agr. Göttingen 1973. U 73.6168
- Methods of Studying Root Systems. (Ecological Studies Vol. 33), Springer-Verlag Berlin, Heidelberg und New York 1979. Nachdrucke 1983 und 1985. Ausgabe in polnischer Sprache, Warszawa 1985.
- Göttinger Pflanzenbauwissenschaftler. Eine Bibliographie. Verlag I. Maier-Ruppert Regensburg 1988.
- Einführung in die Wissenschaftsgeschichte des Pflanzenbaus. Triade-Verlag E. Claupein Göttingen 1990.
- Ziele und Wege der Forschung im Pflanzenbau. Festschrift für Kord Baeumer zum 65. Geburtstag. Herausgegeben von Wolfgang Böhm. Triade-Verlag E. Claupein Göttingen 1991
- Ein Leben für die Pflanzenbauwissenschaft. Festschrift für Eduard von Boguslawski zum 90. Geburtstag am 30. Dezember 1995. Herausgegeben von Wolfgang Böhm und Martin Zoschke. Verlag Adelheid Böhm Göttingen 1995.
- Ewald Wollny. Bahnbrecher für eine neue Sicht des Pflanzenbaus. Verlag Adelheid Böhm Göttingen 1996.
- Beiträge zum Wissenschaftsverständnis des Pflanzenbaus. Ein bibliographischer Wegweiser. Verlag Adelheid Böhm Göttingen 1996.
- Biographisches Handbuch zur Geschichte des Pflanzenbaus, K. G. Saur Verlag München 1997; Reprint 2013.
- Dichtkunst und Landbau. Meisterwerke aus vergangener Zeit. Herausgegeben von Wolfgang Böhm. Auretim Verlag Göttingen 2003, 2. Auflage ebd. 2004.
- Der Globalprofessor. Gedichte. Auretim Verlag Göttingen 2005.